# Östergötlands runinskrifter 42
Östergötlands runinskrifter 42, Ög 42, är en vikingatida runsten i Örevad, Älvestads socken och Motala kommun, cirka två kilometer väster om Älvestads kyrka. Stenen, som står på en betesmark, är av granit, 1,25 meter hög, 0,9 meter bred och 45 cm tjock. Ristningen finns på den sydöstra sidan av stenen och består utöver runslingan även av ett kors. Stenen är av granit. Runhöjden är 15 cm. Enligt tidigare uppgifter är stenen flyttad omkring år 1900 från en plats ca 5 meter väster om den nuvarande. Enligt 1948 års inventering har under runstenen påträffats krukskärvor och ben.

## Translitterering
Ristningen innehåller stungna i-runor och lyder i translittererad form:

## Inskriften
Ristningen innehåller stungna i-runor. Parenteserna i personnamnet þu(r)stin/þu(þ)stin kommer av att det inom runslingan har den lite "inkompletta" stavningen þustin, medan det emellertid ovanför us, det vill säga, utanför slingan, finns något som ser ut som en þ-runa och tänks vara en rättelse som står för ett inskjutande av antingen þ eller det kanske mer väntade r. Östergötlands runinskrifter förespråkar det senare alternativet, medan Evert Salberger anser att runan bör vara þ och att namnet då ska tolkas som Þiuðstæinn, vilket även förekommer, med stavningen þiuþstin och tillsammans med just namnet Þorstæinn/Torsten, i en annan östgötsk runinskrift (Ög Hov14;22). Förleden Þiuð- är ett ord som betyder folk eller nation.
Translitterering av runraden:
rulufʀ : resþi : stin : þana : eftiʀ : þu(r)stin/þu(þ)stin : sun : sin :
Normalisering till runsvenska:
Hrolfʀ ræisþi stæin þenna æftiʀ Þorstæin/Þiuðstæin, sun sinn.
Översättning till nusvenska:
Rolf reste denna sten efter Tjodsten, sin son.
Alternativ översättning: 
Rolf reste denna sten efter Torsten, sin son.